# グラハム・ローランド
グラハム・ローランド（Graham Roland）は、アメリカ合衆国の脚本家、プロデューサーである。

## キャリア
2008年にフォックスのシリーズ『プリズン・ブレイク』の脚本を執筆し、キャリアが始まる。
ABCのシリーズ『LOST』には最終第6シーズンに参加する。シーズン通してストーリー・エディターを務めた他、計3話の脚本を執筆した。さらにシリーズのエピローグとなる「新しい責任者」も執筆した。
2010年からはフォックスの『FRINGE/フリンジ』に参加する。第3シーズンではエグゼクティブ・ストーリー・エディター、第4シーズンでは共同プロデューサー、第5シーズンではスーパーバイジング・プロデューサーを務め、シリーズ通算で13話分の脚本を執筆した。
2018年からはAmazonビデオの『ジャック・ライアン』シリーズのショーランナー、製作総指揮、脚本を担当している。

## 脚本作品
- プリズン・ブレイク Prison Break (2008)
  - 第4シーズン第8話「代償（英語版）」
  - 第4シーズン第14話「取引の極意」

- LOST Lost (2010)
  - 第6シーズン第6話「日没（英語版）」
  - 第6シーズン第10話「パッケージ（英語版）」
  - 第6シーズン第13話「合流（英語版）」
  - エピローグ「新しい責任者（英語版）」

- FRINGE/フリンジ Fringe (2010-2013)
  - 第3シーズン第2話「箱（英語版）」
  - 第3シーズン第7話「キャンディマン（英語版）」
  - 第3シーズン第12話「交錯する想い（英語版）」
  - 第3シーズン第16話「オスミウム（英語版）」
  - 第3シーズン第20話「序曲（英語版）」
  - 第4シーズン第5話「別の現実（英語版）」
  - 第4シーズン第8話「潜入（英語版）」
  - 第4シーズン第12話「ウエストフィールド（英語版）」
  - 第4シーズン第15話「愛の在りか（英語版）」
  - 第4シーズン第20話「世界の崩壊（英語版）」 原案のみ
  - 第5シーズン第3話「ヒーロー（英語版）」
  - 第5シーズン第7話「世界を売った男（英語版）」
  - 第5シーズン第11話「親子（英語版）」

- 『ジャック・ライアン』Tom Clancy's Jack Ryan (2018-)
  - 第1シーズン第1,2,3,4,8話をカールトン・キューズと共同脚本
  - 第2シーズン第1,7,8話をカールトン・キューズと共同脚本、第4話をNolan Dunbarと共同脚本